# Allen Murphy
Allen Murphy (Birmingham, 15 luglio 1952) è un ex cestista statunitense, professionista nella ABA e nella NBA.

## Carriera
Venne selezionato dai Phoenix Suns al secondo giro del Draft NBA 1975 (35ª scelta assoluta).